# 大津麟平

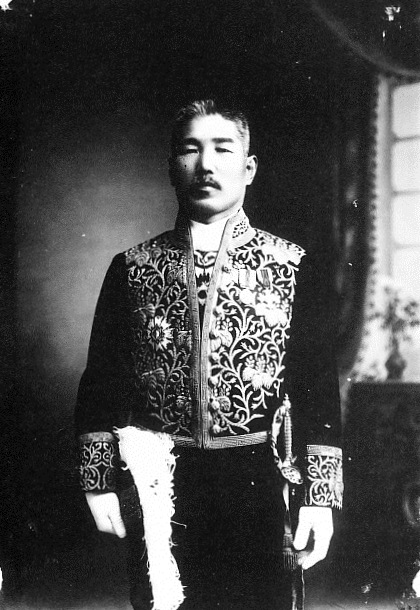
大津麟平

大津 麟平（おおつ りんぺい、慶応元年10月18日（1865年12月5日） - 1939年（昭和14年）12月31日）は、日本の内務・台湾総督府官僚。県知事。

## 経歴
肥後国出身。大津俊太郎の長男として生まれる。1890年、帝国大学法科大学独法科を卒業。同年11月、高等試験に合格し、内務省試補となり地理局に配属された。以後、新潟県・埼玉県の各参事官などを歴任。
1896年、台湾総督府に転じ、台南郵便電信局長、台南県内務部長、台南県警部長、総督府秘書官などを歴任。1908年5月、警視総長となり、さらに1909年10月25日、蕃務総長に任じられた。
1914年6月、岩手県知事に就任。1919年4月、徳島県知事に転任。1921年5月まで在任して退官。その後、 東亜同文書院院長、大日本武徳会武道専門学校長を歴任した。

## 栄典
位階
- 1905年（明治38年）5月30日 - 従五位[4]
- 1913年（大正2年）8月20日 - 従四位[5]
- 1919年（大正8年）6月30日 - 正四位[6]

勲章
- 1915年（大正4年）2月10日 - 勲二等瑞宝章[7]

## 著書
- 『憲法原論』専修学校、1891年。
- 『制度沿革』専修学校、1891年。
- 『理蕃策原議』大津麟平、1914年。